# Pulchroglaucytes
Pulchroglaucytes is een kevergeslacht uit de familie van de boktorren (Cerambycidae). De wetenschappelijke naam van het geslacht werd voor het eerst geldig gepubliceerd in 1968 door Breuning & Villiers.

## Soorten
Pulchroglaucytes is monotypisch en omvat slechts de volgende soort:
- Pulchroglaucytes pulchra (Waterhouse, 1882)